# Henvic
Henvic é uma comuna francesa na região administrativa da Bretanha, no departamento Finisterra. Estende-se por uma área de 9,96 km². Em 2010 a comuna tinha 1 354 habitantes (densidade: 135,9 hab./km²).